# Batizovská priehyba
Batizovská priehyba (polsky Wyżnie Gerlachowskie Wrótka) je sedlo mezi Gerlachovským štítem a Gerlachovskou věží ve Vysokých Tatrách. Jeho strmé srázy padají do Batizovské doliny. Tímto směrem padá do doliny Batizovský žlab (polsky Batyżowiecki Żleb). Jeho sráz je zajištěn umělými pomůckami a bývá označován jako Batizovská próba. Název je odvozen od polohy nad Batizovskou dolinou.

## Prvovýstupy
Nejsou písemně doloženy. Pravděpodobně přes sedlo prošli první návštěvníci Gerlachovského štítu.

## Turistika
Sedlo je pro turisty přístupné pouze s horským vůdcem.

## Externí odkazy

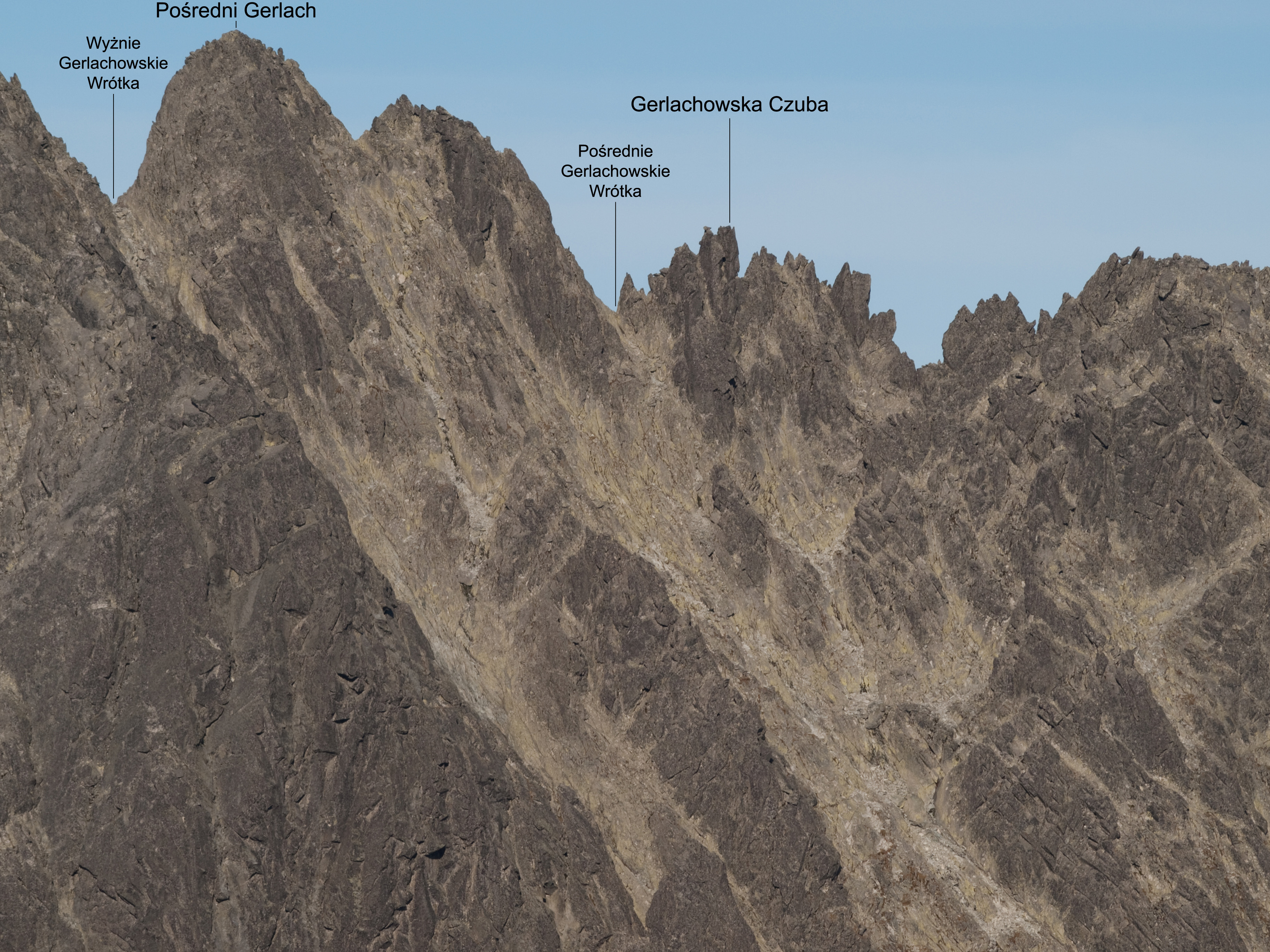
Batizovská priehyba na obrázku